# 竹田淳照
竹田 淳照（たけだ じゅんしょう、1914年1月24日 - 1998年4月20日）は、日本の中国文学者・教育者・学校経営者。専門は中国文学。北海道夕張市出身。

## 略歴
1939年大谷大学文学部専門部卒業。1944年北京大学研究院修了。北京大学研究員。1945年日本に引揚げ。
大阪商科大学高等商業部教諭。1951年大阪市立大学法文学部専任講師。1960年大谷大学文学部専任講師。1962年大谷大学学監・学校法人真宗大谷学園事務局長。1965年京都産業大学学監・学校法人京都産業大学事務局長。1968年京都産業大学常務理事・同副学長・同外国語学部教授。1973年学校法人札幌大谷学園理事長。1974年札幌大谷短期大学学長。1992年学校法人札幌大谷学園理事長・札幌大谷短期大学学長退任。

## 著書
単著
- 『自灯録』（伊藤万、1961年）

共著
- 『中國古印圖録』（共著, 大谷大学, 1964年）
- 『見真文庫目録』（共著, 札幌大谷短期大学図書館, 1983年）

論文・記事
- CiNii>竹田淳照